# Hylaeus beaumonti
Hylaeus beaumonti är en biart som först beskrevs av Raymond Benoist 1943.  Hylaeus beaumonti ingår i släktet citronbin, och familjen korttungebin. Inga underarter finns listade i Catalogue of Life.